# کارل اشتاین هوبر
کارل اشتاین هوبر (انگلیسی: Karl Steinhuber; ۱ مهٔ ۱۹۰۶ – ۱ نوامبر ۲۰۰۲) قایقران کانو اهل اتریش بود.